# 과립구 대식세포 콜로니 자극 인자
과립구 대식세포 콜로니 자극 인자(영어: Granulocyte-macrophage colony-stimulating factor, GM-CSF)는 대식세포, T 세포, 비만 세포, 자연살해세포, 내피세포, 그리고 섬유아세포에 의해 분비되는 단백질이다.

## 기능
GM-CSF는 백혈구의 성장인자로 기능하는 시토카인이다. GM-CSF는 줄기세포가 과립구(호중구, 호염기구, 호산구)과 단핵구를 생산하도록 자극한다. 단핵구는 회로에서 나와서 조직으로 이동하여 대식세포와 수지상 세포로 성숙한다. 즉, GM-CSF는 대식세포의 수를 급격히 늘려 감염반응과 대항할 수 있도록 하므로 면역/감염반응의 일부이다. 활성화 상태의 단백질은 세포 밖에서 호모다이머 상태로 발견된다.

## 같이 보기
- 필그라스팀